# Luisa Sala
Luisa Sala Armayor (Madrid, 4 de julio de 1923 - ibíd., 16 de junio de 1986) fue una actriz española. Casada con el actor cubano afincado en España Pastor Serrador.

## Teatro
Inició su carrera como actriz casi de manera fortuita, debido a una crisis económica familiar, con tan solo quince años, con la obra de teatro El genio alegre, de los Hermanos Álvarez Quintero. Sería esta la primera experiencia en una larga trayectoria como actriz teatral, que la convirtió en una de las actrices más destacadas de la escena de España. Entre su repertorio, destacan la interpretaciones que hizo en las obras Hoy es fiesta (1956), El cuervo (1957), La malquerida (1957), Esta noche es la víspera (1958), La Orestiada (1959), El Cardenal de España, Las Meninas (1960), Don Juan Tenorio (1960), El cerco de Numancia (1961), El concierto de San Ovidio (1962), La vida de Galileo Galilei (1976), de Bertolt Brecht, Los habitantes de la casa deshabitada (1980), de Enrique Jardiel Poncela o Fedra (1984). Su última obra fue Proceso a Besteiro, de Manuel Canseco, estrenada el 20 de diciembre de 1985 en el Teatro Cerezo, de Carmona.

## Televisión
Fue una de las pioneras en el medio televisivo, y en su haber cuenta con el mérito de haber interpretado en Televisión española a más de cien personajes para la pequeña pantalla a lo largo de tres décadas (una cifra que pocos actores han alcanzado en España). Fue una de las habituales en el teatro televisado de los años sesenta y setenta, en espacios como Estudio 1 o Novela, además de intervenir en series, como Si yo fuera rico (1973-1974), Cañas y barro (1978) o Platos Rotos (1985).

## Cine
Su trayectoria cinematográfica fue mucho menos extensa. Intervino en una cuarentena de títulos, entre los que figuran Las muchachas de azul (1957) de Pedro Lazaga, Las chicas de la Cruz Roja (1958), de Rafael J. Salvia, Los chicos del Preu (1967), de Pedro Lazaga, Siete días de enero  (1979), de Juan Antonio Bardem y Extramuros de Miguel Picazo (1985).

## Fallecimiento
La actriz de teatro y televisión Luisa Sala falleció por asfixia el 16 de junio de 1986 en su domicilio de Madrid mientras se encontraba comiendo con su hija Luisa y su novio. La actriz, que se atragantó mientras comía un pedazo de carne, fue trasladada desde su casa a una clínica de urgencias, pero falleció en el trayecto. Tenía 62 años.

## Premios
- Premio Ondas (1969). Nacionales de televisión: Mejor actriz.

## Trayectoria

### Teatro (parcial)
- El genio alegre (1938), de los Hermanos Álvarez Quintero.
- Hoy es fiesta (1956), de Antonio Buero Vallejo.
- La ciudad sin Dios (1957), de Joaquín Calvo Sotelo;[4]
- La reina muerta (1957), de Henry de Montherlant.
- El cuervo (1957), de Alfonso Sastre.
- La malquerida (1957), de Jacinto Benavente.
- Esta noche es la víspera (1958), de Víctor Ruiz Iriarte.
- La Orestiada (1959), de Esquilo.
- Las Meninas (1960), de Buero Vallejo.
- Don Juan Tenorio (1960), de José Zorrilla.
- En Flandes se ha puesto el sol (1961), de Eduardo Marquina
- Otelo (1961), de William Shakespeare.
- El cerco de Numancia (1961), de Miguel de Cervantes.
- El concierto de San Ovidio (1962), de Buero Vallejo.
- El Cardenal de España (1962), de Henry de Montherlant.
- Ardele o la Margarita (1964), de Jean Anouilh.
- El Buscón (1972), de Francisco de Quevedo.
- Galileo (1976), de Bertolt Brecht.
- Un delicado equilibrio  (1969), de Edward Albee
- Los habitantes de la casa deshabitada (1980), de Enrique Jardiel Poncela
- El malentendido (1983), de Albert Camus.
- Fedra (1984), de Jean Racine.
- Proceso a Besteiro (1985), de Manuel Canseco.

### Filmografía
| - Extramuros (1985) - Siete días de enero (1979) - El acto (1979) - El caballero de la mano en el pecho (1976) - No matarás (1975) - Los pájaros de Baden-Baden (1975) - Una monja y un Don Juan (1973) - ¡Qué noche de bodas, chicas!, (1972) - La duda (1972) - Los jóvenes amantes (1971) - Sin un adiós (1970) - Los hombres las prefieren viudas (1970) - Una maleta para un cadáver (1970) - Las nenas del mini-mini (1969) - Las amigas (1969) - La Residencia (1969) - Amor en el aire (1967) - Los chicos del Preu (1967) - Jaque al rey Midas (1967) - Oscuros sueños de agosto (1967) - Lucky, el intrépido, (1967) - Las salvajes en Puente San Gil (1966) - Aquella joven de blanco (1964) | - El secreto del Dr. Orloff (1964) - S.O.S., abuelita (1959) - La casa de la Troya (1959) - Duelo en la cañada (1959) - Las chicas de la Cruz Roja (1958) - Ana dice sí (1958) - Las muchachas de azul (1957) - Orgullo (1955) - Sucedió en Sevilla (1955) - Puebla de las mujeres (1953) - De Madrid al cielo (1952) - El sueño de Andalucía (1951) - Torturados (1950) - La fe (1947) - 24 horas en la vida de una mujer (1944) - La verdadera victoria (1944) - El rayo (1939) - Bodas de sangre (1938) - Una mujer en peligro (1936) - La hija de Juan Simón (1935) - Hombres contra hombres (1935) - El malvado Carabel (1935) - Vidas rotas (1935) |

### Televisión
- La comedia dramática española 
  - Proceso a Besteiro (31 de julio de 1986)
- Tristeza de amor 
  - Pub Chopin (3 de junio de 1986)
- Segunda enseñanza
  - Los pueblos del caballo (27 de febrero de 1986)
- Platos rotos
  - Las cuatro caras de Eva (2 de octubre de 1985)
  - Adivina quién duerme esta noche (9 de octubre de 1985)
  - Alguien voló sobre el nido del colibrí (16 de octubre de 1985)
  - La noche que vivimos peligrosamente (23 de octubre de 1985)
  - Julia de los espíritus (30 de octubre de 1985)
  - La mala sombra de una duda (6 de noviembre de 1985)
  - La tentación duerme al lado (13 de noviembre de 1985)
  - Que el cielo nos juzgue (27 de noviembre de 1985)
  - Carmen de Brooklyn (4 de diciembre de 1985)
  - Domicilio extraconyugal (11 de diciembre de 1985)
  - Sábado, maldito sábado (25 de diciembre de 1985)
  - Con los ojos abiertos (8 de enero de 1986)
  - Despacio, despacio (15 de enero de 1986)
- Anillos de oro 
  - Cuestión de principios (1 de noviembre de 1983)
- Teatro breve 
  - Corazones y diamantes (13 de noviembre de 1980)
  - La extraña visita del Dr. Lanuza (15 de enero de 1981)
- El señor Villanueva y su gente 
  - Una visita de cumplido (25 de octubre de 1979)
  - La boda (1 de noviembre de 1979)
- Teatro estudio 
  - Sea todo para bien (28 de diciembre de 1978)
- Cañas y barro
  - Episodio 1 (26 de marzo de 1978)
  - Episodio 2 (2 de abril de 1978)
  - Episodio 3 (9 de abril de 1978)
  - Episodio 4 (16 de abril de 1978)
  - Episodio 5 (23 de abril de 1978)
  - Episodio 6 (30 de abril de 1978)
- Curro Jiménez 
  - La subasta (1 de enero de 1978) [nota 1]
  - Los piadosos y los pícaros (12 de febrero de 1978)
- El teatro
  - Antígona (2 de febrero de 1978)
- Mujeres insólitas 
  - La tumultuosa Princesa de Eboli (15 de febrero de 1977) [nota 2]
  - La reina loca de amor (15 de marzo de 1977)
- Original
  - La multiplicación (26 de diciembre de 1976)
- El quinto jinete 
  - La mujer del sueño (26 de enero de 1976)
- Palabras cruzadas
  - El asesinato de Robert Twain (25 de septiembre de 1975)
  - Constante pesadilla (30 de septiembre de 1977)
- Telecomedia 
  - La oportunidad (16 de noviembre de 1974)
- Los maniáticos 
  - Proyectos de matrimonio (24 de septiembre de 1974)
- Noche de teatro 
  - Cisneros (19 de julio de 1974)
- Si yo fuera rico
  - Si yo fuera ejecutivo (7 de noviembre de 1973)
  - Si yo fuera médico (14 de noviembre de 1973)
  - Si yo fuera guionista de cine (21 de noviembre de 1973)
  - Si yo fuera campeón (5 de diciembre de 1973)
  - Si yo fuera propietario (26 de diciembre de 1973)
  - Si yo fuera mujer de mi casa (9 de enero de 1974)
  - Si yo fuera actor (23 de enero de 1974)
  - Si yo fuera relaciones públicas (30 de enero de 1974)
  - Si yo fuera de otra época (6 de febrero de 1974)
  - Si yo fuera inteligente (13 de febrero de 1974)
  - Si yo fuera cantante (20 de febrero de 1974)
- Siete piezas cortas 
  - Los pasos no se pierden (29 de mayo de 1972)
- Juegos para mayores 
  - Comedor reservado (18 de enero de 1971)
  - La finca (8 de febrero de 1971)
- Las tentaciones 
  - La escuela de los padres (19 de octubre de 1970)
  - El león emisario (15 de noviembre de 1970)
- Páginas sueltas
  - Llegar a la cumbre (6 de octubre de 1970)
- Remite Maribel 
  - Un romance (5 de agosto de 1970)
  - Jaula de grillos (26 de agosto de 1970)
- Al filo de lo imposible 
  - El secuestro (27 de junio de 1970)
  - El rescate (4 de julio de 1970)
- Diana en negro 
  - Un muerto en cuenta corriente (5 de junio de 1970)
- Hora once 
  - La comadreja (24 de octubre de 1969)
  - La Señora Jenny Trelbel (17 de diciembre de 1971)
  - De la misma sangre (20 de mayo de 1972)
- La risa española 
  - El amor y una señora (28 de febrero de 1969)
  - Todos eran de Toronto (20 de junio de 1969)
  - Qué solo me dejas (18 de julio de 1969)
- Pequeño estudio 
  - Noche cerrada (8 de noviembre de 1968)
  - El embarcadero (20 de diciembre de 1968)
  - La herida (10 de enero de 1969)
- Historias naturales 
  - Fecha de episodio 1 de junio de 1968 (1 de junio de 1968)
- ¿Es usted el asesino?
  - Episodio 6 (11 de septiembre de 1967)
- La familia Colón
  - Sanfermines (16 de junio de 1967)
- Teatro de siempre 
  - Ricardo III (30 de marzo de 1967)
  - El abanico de Lady Windermere (3 de noviembre de 1967)
  - La losa de los sueños (26 de enero de 1968)
  - El burlador o el ángel del demonio (28 de noviembre de 1968)
  - Amadeo (1968)
  - Recuerdo de dos lunes (2 de marzo de 1969)
  - La discreta enamorada (27 de julio de 1970)
  - Hay suficiente luz en las tinieblas (8 de octubre de 1970)
  - Las alegres comadres de Windsor (19 de marzo de 1971)
  - Pamela Nubil (1971)
- Y al final esperanza 
  - El weekend de Andrómaca (18 de febrero de 1967)
- Autores invitados 
  - Historias de Artamila (15 de febrero de 1967)
- La pequeña comedia 
  - El barrio y el rascacielos (5 de noviembre de 1966)
  - Petición de mano (31 de mayo de 1968)
  - Un pequeño drama (5 de julio de 1968)
- Estudio 1

- - La anunciación de María (22 de diciembre de 1965)
  - Cerca de las estrellas (16 de febrero de 1966)
  - La boda de la chica (23 de febrero de 1966)
  - Cosas de papá y mamá (13 de abril de 1966)
  - Cuando las nubes cambian de nariz (26 de octubre de 1966)
  - La herida del tiempo (18 de enero de 1967)
  - La gaviota (28 de junio de 1967)
  - El fuego mal avivado (21 de julio de 1966)
  - El carrusel (8 de marzo de 1967)
  - El señor Adrián, el primo (2 de agosto de 1967)
  - Un hombre nuevo (16 de agosto de 1967)
  - Nocturno (27 de septiembre de 1967)
  - Las monedas de Heliogábalo (5 de diciembre de 1967)
  - Magda (30 de enero de 1968)
  - El niño de los Parker (20 de febrero de 1968)
  - La herida luminosa (9 de abril de 1968)
  - La desconcertante señora Savage (23 de abril de 1968)
  - Aprobado en inocencia (30 de abril de 1968)
  - Miedo al hombre (2 de julio de 1968)
  - Manos de plata (30 de julio de 1968)
  - La heredera (22 de octubre de 1968)
  - Ondina (19 de noviembre de 1968)
  - Las ratas (4 de febrero de 1969)
  - Los amantes de Teruel (17 de junio de 1969)
  - Catalina de Aragón (15 de julio de 1969)
  - Catalina de Aragón II (29 de julio de 1969)
  - La reina Juana (9 de septiembre de 1969)
  - Angelina o el honor de un brigadier (24 de febrero de 1970)
  - La casa (18 de junio de 1970)
  - El último tranvía (2 de julio de 1970)
  - El burgués gentilhombre (25 de diciembre de 1970)
  - Las aleluyas del señor Esteve (22 de octubre de 1971)
  - Llegaron a una ciudad (28 de julio de 1972)
  - El retamal (8 de septiembre de 1972)
  - La venganza de Don Mendo (29 de septiembre de 1972)
  - Juego de niños (3 de noviembre de 1972)
  - La muchacha del sombrerito rosa (5 de enero de 1973)
  - Primavera en la Plaza de París (12 de enero de 1973)
  - Todos eran mis hijos (22 de junio de 1973)
  - Mi mujer, el diablo y yo (6 de julio de 1973)
  - Al César lo que es del César (26 de octubre de 1973)
  - La vida que te di (31 de enero de 1977)
  - La mujer del sueño (26 de enero de 1976)
  - La vida que te di (31 de enero de 1977)
  - La guerra empieza en Cuba (20 de diciembre de 1978)
  - Sinfonía inacabada (9 de mayo de 1979)
  - La boda de la chica (10 de febrero de 1980)
  - El solar de mediacapa (20 de abril de 1980)
  - El chico de los Winslow (10 de octubre de 1982)

- El prete rosso (película de televisión), (1965)
- La otra cara del espejo
  - Diálogo imposible de lo eterno y lo efímero (28 de junio de 1964)
- Novela

- - Juana de Castilla (21 de octubre de 1963)
  - Lluvia de verano (17 de febrero de 1964)
  - Un crimen vulgar (28 de septiembre de 1964)
  - Desde el oscuro ayer (31 de diciembre de 1964)

- -  La casa de las siete buhardillas (19 de junio de 1978)

- Sospecha 
  - No hay corona para Clive (10 de septiembre de 1963)
- Primera fila 
  - Paño de lágrimas (14 de junio de 1963)
  - Leocadia (5 de julio de 1963)
  - Hotel Terminus (29 de enero de 1964)
- Gran teatro 
  - En Flandes se ha puesto el sol (10 de enero de 1960)
  - Don Juan de Mañara (1963)
  - Hamlet (29 de noviembre de 1964)